# جدال با شیطان
جدال با شیطان فیلمی به کارگردانی حسین مدنی و محصول سال ۱۳۳۲ است.

## خلاصه داستان
خسرو پس از آنکه از همسرش زهره به علت خیانت جدا می‌شود علیه زن‌ها مطلب می‌نویسد؛ ولی یکبار شیطان ظاهر شده و او را با خود به سفر می‌برد که طی آن خسرو در می‌یابد تا چه حد شیطان در زن‌ها نفوذ دارد. او با شیطان سفری به قلب یک زن می‌کند و سرانجام نتیجه می‌گیرد که همسرش قصد خیانت نداشته و تنها وسوسهٔ شیطان باعث لغزشش شده‌است. پس از ماجراهایی سرانجام خسرو یکبار دیگر زندگی آرامی را با زهره آغاز می‌کند.